# 今井広海
今井 広海（いまい ひろみ、男性、1973年4月26日 - ）は、チバテレに所属する報道部記者で、元TOKYO FMのアナウンサー・パーソナリティー。気象予報士。
千葉県出身、趣味はゴルフ、キャンプ、スポーツジム通い。

## 経歴
1996年4月に千葉テレビ放送（チバテレ）に入社。アナウンサー兼記者を経て、2007年3月に退社。2008年にエフエム東京へ入社。
入社後は、報道番組、選挙特番等を中心に幅広く活躍。
2020年3月末でのエフエム東京を退社後、再び、チバテレへ復帰し、2021年7月現在は、千葉県の県政担当などの記者を務めている。

## TOKYO FMでの担当番組
- Skyrocket Company - 「スカロケ ニュース調査部」（月曜担当）
- TIME LINE - （月・火 19:00-19:52）
- TOKYO FM NEWS - （木 9:55-15:50）
- ドライバーズ・インフォ - （金 17:55-23:55）
- JFNニュース - (木 18:55〜19:00/19:55〜20:00 金 24:55-25:00 土 8:55-9:00)[1]

## チバテレ（千葉テレビ放送）での出演番組
現在 （2020.4-）
- NEWSチバ - 特集コーナー（月～金　21:30～21:55）[2]

過去 （1996.4-2007.3）
- ゆうまるJUST - 金曜拡大版 メインMC（2001.10-2002.03）[3]
- NEWS C-master - サブキャスター（2004.4 - 2007.3）